# الکساندراو، بخش پلاک
الکساندراو، بخش پلاک (به لاتین: Aleksandrowo, Płock County) یک منطقهٔ مسکونی در لهستان است که در Gmina Staroźreby واقع شده‌است.